# 珀西家族
珀西家族（House of Percy）是英格蘭的一個貴族家族，在中世紀時於北英格蘭擁有很大的影響力。家族的始祖是威廉·德·珀西，他在諾曼入侵一年後的1067年抵達英格蘭。

珀西家族徽章

亨利·珀西（1341—1408）於1377年受理查二世冊封為第一代諾森伯蘭伯爵，但其子亨利·“熱刺”·珀西於亨利四世在位期間發動叛亂，失敗戰死。第四代伯爵是1485年博斯沃思原野戰役中約克軍的統帥之一，但他拒絕出兵並導致理查三世敗陣，獲勝的亨利七世隨後建立了都鐸王朝。珀西家族於1670年絕嗣，但家族爵位在休·史密森娶了末代伯爵約瑟林·珀西的曾孫女並改姓珀西後延續下去，休·珀西1766年受封第一代諾森伯蘭公爵。如今諾森伯蘭公爵是大不列顛貴族爵位之一。